# Bozur Matejic
Bozur Matejic (Prokuplje, 20 de desembre de 1963) és un exfutbolista serbi, que ocupava la posició de migcampista. Va jugar al seu país a les files de l'Estrella Roja de Belgrad, Rad Belgrad i Borac Banja Luka. L'estiu de 1990 fitxa pel CE Castelló, on tan sols disputa sis partits abans de retornar al seu país al mes de novembre d'eixe any. Posteriorment, va jugar al Zemun.